# Baja (österreichische Automarke)
Baja war eine Automarke aus Österreich.

## Unternehmensgeschichte
Das Unternehmen N. von Jakabffy GmbH begann 1920 mit der Produktion von Automobilen. Der Markenname lautete Baja. Konstrukteur war Max Bartsch. 1921 übernahm zunächst Ing. Max Bartsch & Frankmann und später im Jahr die Baja Cyclecar Co. die Produktion. Ab 1922 erfolgten der Vertrieb und der Export durch die Baja Cyclecar Vertriebs GmbH. 1924 übernahmen die Fischamender Werke AG die Produktion. Alle Unternehmen hatten ihren Sitz in Wien. 1925 endete die Produktion. Baja stand für Bartsch & Jakabffy. In der Werbung wurde der Begriff Baja als Billiger als jeder andere interpretiert.

## Fahrzeuge

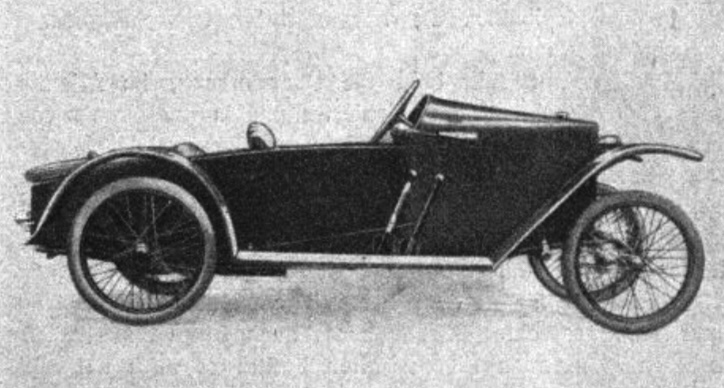
Baja Cyclecar

Die Fahrzeuge waren Cyclecars. Zunächst sorgte ein luftgekühlter Einzylindermotor von Hiero mit 460 cm³ Hubraum und 3,5 PS Leistung für den Antrieb. Ab Februar 1922 kam ein wassergekühlter Einzylindermotor mit 603 cm³ Hubraum bei 80 mm Bohrung und 120 mm Hub zum Einsatz. Außerdem wurde ein Zweizylindermotor mit 790 cm³ Hubraum angeboten. Der Motor war im Heck montiert und trieb über eine Kette das rechte Hinterrad an. Das Getriebe verfügte über drei Gänge. Besonderheit war das Fehlen eines Fahrgestells. Die Karosserie aus Sperrholz bot wahlweise Platz für eine oder zwei Personen. Das Leergewicht betrug 250 kg.

## Sporteinsätze
Die Fahrzeug wurden auch bei Autorennen wie dem Riederberg-Rennen am 14. Juli 1920 eingesetzt und erreichten einen Klassensieg. Andere Quellen nennen das Datum 4. Juli 1920 für das Rennen.
Ein Fahrzeug nahm am 12. August 1923 an der IV. Filius-Fahrt zum Gedenken an den verstorbenen Mitgründer der "Allgemeinen Automobil-Zeitung", Adolf Schmal-Filius teil.